# Lijst van polders in het voormalige Hoogheemraadschap van de Krimpenerwaard
Op basis van Polderkaart van Hoekwater is onderstaande lijst van polders in de  Krimpenerwaard samengesteld.
- Stormpolder
- Polder het Korteland
- Polder het Langeland
- Polder Krimpen aan de Lek
- Polder den Hoek en Schuwacht
- Polder Kromme Geer en Zijde
- Nessepolder
- Polder Berkenwoude
- Polder Kattendijksblok
- Polder Middelblok
- Polder Stolwijk
- Polder van Zuidbroek
- Polder Kranepoort (niet vermeld op Polderkaart W.F. Hoekwater)
- Polder Beneden Haastrecht
- Laag Bilwijk
- Kort Schonauwensche polder
- Polder 's Heer Aartsberg en Bergambacht
- Polder Achterpoort
- Polder Vlist Westzijde